# Institut pro evropskou politiku EUROPEUM
Institut pro Evropskou politiku EUROPEUM je český think tank, který se zaměřuje na témata evropské integrace a soudržnosti. EUROPEUM provádí výzkum,[zdroj?] organizuje veřejné akce a vzdělávací aktivity a formuluje názory a doporučení v oblasti domácí a evropské politiky. V roce 2017 byl Institut EUROPEUM v každoročním hodnocení Pensylvánské university The Global Go To Think Tank Index zvolen pátým nejlepším think tankem ve střední a východní Evropě.

## Historie
Institut pro evropskou politiku EUROPEUM byl založen v roce 1998 skupinou pedagogů a studentů Institutu mezinárodních studií Fakulty sociálních věd Univerzity Karlovy vedených profesorkou Lenkou Rovnou s cílem podpořit přístupový proces České republiky do Evropské unie. Prvními projekty se staly časopis Integrace, dvouměsíčník o evropské integraci, a EuropaNostra – soutěž o EU pro studenty středních škol. V roce 2003 se uskutečnil první ročník European Summer School, což je vzdělávací program zaměřený na různé aspekty evropské integrace.[zdroj?]
Vstupem České republiky do Evropské unie v roce 2004 byl splněn původní cíl EUROPEA. Proto se EUROPEUM transformoval v think tank, jehož cílem je podpora plnohodnotného a aktivního členství ČR v Evropské unii.
Na předchozí ročníky soutěže EuropaNostra navázala v roce 2008 nová celostátní soutěž pro středoškolské studenty EuropaSecura, která prověřuje znalosti v oblasti bezpečnostní politiky. Začátkem roku 2015 došlo k rebrandingu značky EUROPEA, sjednocení jeho vizuální identity a vytvoření nového loga. EUROPEUM téhož roku zahájilo také nový formát interaktivních debat Café Evropa. V listopadu 2015 se konal pilotní ročník Prague European Summitu, který je zaměřen na Evropskou unii ve střední a východní Evropě.

## Činnost
EUROPEUM spolupracuje s českými a evropskými institucemi a partnery, formuluje doporučení s cílem zlepšit fungování EU. Prostřednictvím vzdělávacích a informačních aktivit se snaží zvyšovat porozumění občanů ČR evropským záležitostem.
Ve spolupráci se Zastoupením Evropské komise v České republice a Kanceláří Evropského parlamentu v České republice pořádá EUROPEUM pravidelné semináře na aktuální evropská témata.[zdroj?] Debaty pod značkou Café Evropa se konají jednou měsíčně v Evropském domě s cílem oslovit nejširší veřejnost. Café Evropa je také organizována v krajských městech za účelem oslovení i mimopražského publika. EUROPEUM rovněž organizuje řadu dalších veřejných a uzavřených akcí. Mezi ně patří Prague European Summit, který je pravidelným fórem debatující strategické otázky týkající se budoucnosti EU, pořádaný ve spolupráci s Ústavem mezinárodních vztahů. Dále se jedná o Národní konvent o EU, diskuzní prostor pro odbornou veřejnost organizovanou Úřadem vlády České republiky, nebo Transatlantic Policy Forum, což je uzavřený sjezd lidí ve vedoucích pozicích a lidí s vlivem na veřejné mínění,[zdroj?] kteří zde diskutují různé aspekty transatlantických vztahů. Transatlantic Policy Forum je organizováno ve spolupráci s Center for European Policy Analysis (CEPA).
EUROPEUM se věnuje vzdělávání středoškolských studentů (především v rámci soutěže EuropaSecura) o EU, NATO a bezpečnostních otázkách. Také organizuje European Summer School – mezinárodní letní školu věnující se otázkám EU. Kromě toho EUROPEUM pořádá Future Leaders European Evening Talks, semestrální sérii večerních lekcí, které mají za cíl přivést mezinárodní experty k diskuzi o tématech EU s mladými vůdčími osobnostmi. Dále EUROPEUM organizuje novinářské cesty do Bruselu pro mladé novináře, jejichž cílem je rozšířit jejich znalosti a navázat kontakty v hlavním městě EU a zvýšit tak kvalitu české žurnalistky v unijních otázkách.[zdroj?]
EUROPEUM se též věnuje publikační činnosti a pravidelně vydává Brussels Monitor, Eastern Monitor a řadu písemných výstupů, skrze které vybraní experti poskytují náhled a doporučení pro tvůrce strategie EU. EUROPEUM dále vydává blog o současném mezinárodním dění, publikuje články v rámci partnerských projektů a pravidelně přispívá do médií a publikací ostatních think tanků.

## Bruselská kancelář
V lednu 2016 otevřelo EUROPEUM svoji kancelář v Bruselu. Bruselská kancelář organizuje ročně několik debat a zároveň poskytuje prostor pro výzkumníky z dalších středoevropských institucí. Kancelář má rovněž na starost zastupování dalších think tanků sdružených v síti Think Visegrad.

## Financování
Přes 50% příjmů organizace poskytuje přímo Evropská komise (cca 12 miliónů korun v roce 2023). Většinu zbývajících příjmů tvořily příspěvky státních institucí České republiky, různá velvyslanectví v ČR západních zemí, další evropské instituce a vlastní příjmy.

## Prague European Summit
Prague European Summit nabízí prostor pro debatu o budoucnosti Evropské unie a o aktuálních evropských tématech. Konference je organizována Institutem pro evropskou politiku EUROPEUM a Ústavem mezinárodních vztahů ve spolupráci s Ministerstvem zahraničních věcí ČR a Zastoupením Evropské komise v ČR a pod záštitou Úřadu vlády ČR a Hlavním městem Praha. Summitu se každoročně účastní političtí představitelé, vládní úředníci, podnikatelé, akademici a novináři z ČR, EU a dalších zainteresovaných zemí.[zdroj?] Dlouhodobým cílem Summitu je najít společné odpovědi na klíčové otázky v ekonomické, sociální, zahraničněpolitické a institucionální oblasti a zlepšit vnímání ČR jako členského státu EU.